# Newiim
Newiim (hebr. נְבִיאִים Nəḇīʾīm, „Prorocy”) również Księgi Prorockie – środkowy, drugi dział Biblii Hebrajskiej następujący po Torze, a przed Ketuwim. Newiim składa się z dwóch głównych części. Pierwsza część to Prorocy Wcześniejsi (Dawniejsi, Pierwsi; hebr. Newiim Riszonim). Wspólnie księgi składające się na Proroków Wcześniejszych w sposób narracyjny opowiadają m.in. o najstarszych prorokach zwanych widzącymi; Natanie, Eliaszu i Eliszu. Drugą część Newiim stanowią Prorocy Późniejsi (Ostatni; hebr. Newiim Acharonim) składający się z ksiąg trzech tzw. Proroków Większych oraz Dwunastu Proroków Mniejszych. Podział na proroków większych i mniejszych wynika jedynie z objętości ksiąg.

## Geneza
Początkowo wypowiedzi proroków funkcjonowały w formie ustnej. Zostały zebrane, spisane i zredagowane przez uczniów, którzy również złączyli je w księgi i uporządkowali. Tworzą razem rodzaj antologii kazań i wyroczni, mów i przepowiedni, opisów, modlitw, utworów poetyckich i hymnów. Krótkie i spójne fragmenty tekstów, z których większość ma charakter poetycki, składają się na zbiory prorockie. Połączenie ksiąg prorockich w jeden zbiór nastąpiło prawdopodobnie pod koniec niewoli babilońskiej lub w Judei, tuż po powrocie z niewoli (VI-V w. p.n.e.). Księgi Amosa, Ozeasza i część Księgi Izajasza (tzw. Proto-Izajasz; rozdz. 1-39) stanowią najstarszą część Ksiąg Prorockich; pochodzą z VIII w. p.n.e. Księgi Sofoniasza, Nahuma, Habakuka i Jeremiasza są datowane na VII i początek VI w. p.n.e. Z okresu wygnania pochodzą Księgi Ezechiela i części Izajasza (tzw. Deutero-Izajasz; rozdz. 40-55; oraz z VI w. p.n.e. tzw. Trito-Izajasz; rozdz. 56-66) a także Aggeusza i fragment Zachariasza (rozdz. 1-8). Fragmenty ksiąg Malachiasza i Abdiasza spisano w V w. p.n.e. Najmłodszymi są fragmenty księgi Joela i fragment Zachariasza (rozdz. 9-14). 
Wielu, choć nie wszyscy, współcześni uczeni zgadzają się, że proces redagowania Dwunastu Proroków Mniejszych osiągnął ostateczną formę w Jerozolimie w okresie Achemenidów (538–332 p.n.e.), chociaż nie ma zgody co do tego, czy nastąpiło to wcześnie, czy późno. Uczeni zwykle zakładają, że za każdą księgą kryje się oryginalny rdzeń tradycji prorockiej, który można przypisać postaci, od której pochodzi nazwa. Godnym uwagi wyjątkiem jest Księga Jonasza, anonimowe dzieło nie zawierające proroczych wyroczni, które według Katherine Dell zostało skomponowane prawdopodobnie w okresie hellenistycznym (332–167 p.n.e.)
Porównanie różnych starożytnych rękopisów wskazuje, że kolejność poszczególnych ksiąg była pierwotnie płynna. Układ występujący w aktualnych Bibliach jest mniej więcej chronologiczny. Najpierw są prorocy datowani na wczesny okres asyryjski: Ozeasz, Amos, Abdiasz, Jonasz i Micheasz; Joel nie jest datowany, ale prawdopodobnie został umieszczony przed Amosem, ponieważ części wersetu pod koniec Księgi Joela (3.16 [4.16 w języku hebrajskim]) i jeden blisko początku Księgi Amosa (1.2) są identyczne. Również w Amosie (4,9 i 7,1–3) oraz w Joelu możemy znaleźć opis plagi szarańczy. Po nich następują prorocy z późniejszego okresu asyryjskiego: Nahum, Habakuk i Sofoniasz. Ostatnie są te, których akcja toczy się w okresie perskim: Aggeusz, Zachariasz i Malachiasz, chociaż niektórzy uczeni datują „Drugiego Zachariasza” na erę hellenistyczną. Jednak ważne jest, aby zauważyć, że chronologia nie była jedyną kwestią, ponieważ „Wydaje się, że zdecydowane skupienie się na Jerozolimie i Judzie [również] było głównym problemem. Na przykład Abdiasz jest ogólnie rozumiany jako odzwierciedlający zniszczenie Jerozolimy w 586 r. p.n.e. i dlatego pasowałyby później do czysto chronologicznej sekwencji.

## Podział
Prorocy Dawniejsi
6. Księga Jozuego – Jehoszua (יהושע)
7. Księga Sędziów – Szoftim (שופטים)
8. Księgi Samuela (1 Księga Samuela i 2 Księga Samuela) – Szemuel (שמואל)
9. Księgi Królów (1 Księga Królewska i 2 Księga Królewska) – Melachim (מלכים)
Prorocy Późniejsi
10. Księga Izajasza – Jiszaja (ישעיה)
11. Księga Jeremiasza – Jiremija (ירמיה)
12. Księga Ezechiela – Jichzekel (יחזקאל)
13. Dwunastu Proroków Mniejszych – Trej Asar (תרי עשר)
- Księga Ozeasza – Hoszea (הושע)
- Księga Joela – Joel (יואל)
- Księga Amosa – Amos (עמוס)
- Księga Abdiasza – Owadija (עובדיה)
- Księga Jonasza – Jona (יונה)
- Księga Micheasza – Micha (מיכה)
- Księga Nahuma – Nachum (נחום)
- Księga Habakuka – Chawakuk (חבקוק)
- Księga Sofoniasza – Cfanija (צפניה)
- Księga Aggeusza – Chagaj (חגי)
- Księga Zachariasza – Zcharija (זכריה)
- Księga Malachiasza – Malachi (מלאכי)

## Streszczenie
W judaizmie Księgi Samuela i Królów są liczone jako jedna księga. Ponadto dwanaście stosunkowo krótkich ksiąg prorockich zalicza się do jednego zbioru o nazwie Trei Asar lub Dwunastu mniejszych proroków. Tradycja żydowska liczy więc w sumie osiem ksiąg w Newiim z łącznej liczby 24 ksiąg w całym Tanach. W liturgii żydowskiej fragmenty ksiąg Newiim, znanych jako Haftarah, są odczytywane publicznie w synagodze po przeczytaniu Tory w każdy szabat, a także w żydowskie święta i dni postu. Księga Daniela jest częścią Pism lub Ketuvim w Tanach.

### Prorocy Dawniejsi
Prorocy Dawniejsi zawierają narracje historyczne, które rozpoczynają się natychmiast po śmierci Mojżesza od boskiego wyznaczenia Jozuego na jego następcę, który następnie prowadzi lud Izraela do Ziemi Obiecanej, a kończą się uwolnieniem z więzienia ostatniego króla Judy. Traktując Samuela i Królów jako pojedyncze księgi, obejmują one:
1. Podbój ziemi Kanaan przez Jozuego (w Księdze Jozuego),
2. Walkę ludu o ziemię (w Księdze Sędziów),
3. Prośbę ludu do Boga, aby dał im króla, aby mogli zająć ziemię w obliczu swoich wrogów (w księgach I i II Samuela),
4. Zajęcie ziemi pod rządami wyznaczonych przez Boga królów z Domu Dawida, zakończone podbojem i wygnaniem z zagranicy (I i II Księga Królów).

#### Księga Jozuego
Księga Jozuego (hebr. יהושע Jehoszua) zawiera historię Izraelitów od śmierci Mojżesza do śmierci Jozuego. Po śmierci Mojżesza Jozue, na mocy swego wcześniejszego mianowania następcą Mojżesza, otrzymuje od Boga polecenie przekroczenia Jordanu. Wykonując ten rozkaz, Jozue wydaje zarządcom ludu instrukcje niezbędne do przekroczenia Jordanu; i przypomina Rubenitom, Gadytom i połowie Manassesa obietnicę daną Mojżeszowi, aby pomóc ich braciom.
Księga składa się zasadniczo z trzech części:
1. Historia podboju ziemi (rozdziały 1–12),
2. Przydział ziemi poszczególnym plemionom, z wyznaczeniem miast schronienia, zaopatrzeniem dla Lewitów (rozdziały 13-22) i odesłaniem plemion wschodnich do ich domów,
3. Pożegnalne przemówienia Jozuego, z opisem jego śmierci (rozdziały 23 i 24).

#### Księga Sędziów
Księga Sędziów (Shoftim שופטים) składa się z trzech odrębnych części:
1. Wstęp (1:1 do 3:10 i 3:12) zawierający streszczenie Księgi Jozuego.
2. Tekst Główny (3,11–16,31), omawiający pięciu wielkich sędziów Abimelecha (sędziów) i zawierający glosy dla kilku mniejszych sędziów.
3. Dodatki (17:1 do 21:25) zawierają dwie historie z czasów sędziów, ale nie omawiają samych sędziów.

#### Księgi Samuela
Księgi Samuela (Szmuel שמואל) składają się z pięciu części:
1. Okres odrzucenia przez Boga Helima, narodzin Samuela i późniejszego sądu (1 Sm 1:1-7:17).
2. Okres życia Samuela przed spotkaniem z Dawidem (1 Sm 8,1–15,35).
3. Okres interakcji Samuala z Dawidem (1 Sm 16:1 – 2 Sm 1:27).
4. Okres panowania Dawida i jego bunty (2 Sm 2,1 do 20,22).
5. Dodatek z materiałami dotyczącymi Dawida w przypadkowej kolejności i poza kolejnością z resztą tekstu (2 Samuela 22:1-24:25).

Pewnego rodzaju konkluzja pojawia się w 1 Krl 1–2 dotycząca dokonania przez Salomona ostatecznej zemsty na tych, którzy popełnili to, co Dawid uważał za złe, i ma ona podobny styl narracji. Chociaż temat w Księdze (Księgach) Samuela jest również objęty narracją w Kronikach, można zauważyć, że fragment (2 Sm 11:2 do 12:29) zawierający opis sprawy Batszeby został pominięty w odpowiednim fragmencie w 1 Chr. 20.

#### Księgi Królów
Księgi Królów (מלכים Melakhim) zawierają relacje o królach starożytnego Królestwa Izraela i Królestwa Judy oraz annały żydowskiej wspólnoty od wstąpienia Salomona do podboju królestwa przez Nabuchodonozora II i neo-Imperium Babilońskie.

### Prorocy Późniejsi
Prorocy Późniejsi są podzieleni na dwie grupy: głównych proroków (Izajasza, Jeremiasza i Ezechiela) oraz dwunastu mniejszych proroków skupionych w jednej księdze.

#### Księga Izajasza
66 rozdziałów Księgi Izajasza (Jeszayahu [ישעיהו]) składają się głównie z proroctw o sądach czekających na narody prześladujące Judę. Do tych narodów należą Babilon, Asyria, Filistea, Moab, Syria, Izrael (północne królestwo), Etiopia, Egipt, Arabia i Fenicja. Proroctwa, które ich dotyczą, można podsumować jako mówiące, że Bóg jest Bogiem całej ziemi i że narody, które uważają się za bezpieczne we własnej mocy, mogą być równie dobrze podbite przez inne narody, na polecenie Boga.
Rozdział 6 opisuje powołanie Izajasza do bycia prorokiem Boga. Rozdziały 36-39 zawierają materiał historyczny o królu Ezechiaszu i jego triumfie wiary w Boga. Rozdziały 24–35, choć zbyt skomplikowane, by łatwo je scharakteryzować, dotyczą głównie proroctw o Mesjaszu, osobie namaszczonej lub obdarzonej przez Boga mocą, oraz o królestwie Mesjasza, w którym zapanuje sprawiedliwość i prawość. Ta sekcja jest postrzegana przez Żydów jako opisująca rzeczywistego króla, potomka ich wielkiego króla, Dawida, który uczyni Judę wielkim królestwem, a Jerozolimę prawdziwie świętym miastem.
Proroctwo kontynuuje to, co niektórzy uczeni nazwali „Księgą Pocieszenia”, która rozpoczyna się w rozdziale 40 i kończy księgę. W pierwszych ośmiu rozdziałach tej księgi pociechy Izajasz przepowiada wyzwolenie Żydów z rąk Babilończyków i przywrócenie Izraela jako zjednoczonego narodu w ziemi obiecanej im przez Boga. Izajasz potwierdza, że Żydzi są rzeczywiście wybranym ludem Bożym w rozdziale 44 i że Haszem jest jedynym Bogiem dla Żydów (i tylko Bogiem Żydów), ponieważ w odpowiednim czasie pokaże swoją władzę nad bogami Babilonu w rozdziale 46. W rozdziale 45:1 władca perski Cyrus jest wymieniony jako mesjasz, który obali Babilończyków i pozwoli Izraelowi powrócić do ich pierwotnej ziemi. Pozostałe rozdziały księgi zawierają proroctwa dotyczące przyszłej chwały Syjonu pod rządami prawego sługi (52 i 54). Rozdział 53 zawiera bardzo poetyckie proroctwo o tym słudze, które jest powszechnie uważane przez chrześcijan za odnoszące się do ukrzyżowania Jezusa, chociaż Żydzi na ogół interpretują to jako odniesienie do ludu Bożego. Chociaż wciąż wspomina się o sądzie fałszywych czcicieli i bałwochwalców, księga kończy się przesłaniem nadziei o sprawiedliwym władcy, który udziela zbawienia swoim sprawiedliwym poddanym żyjącym w królestwie Pana na ziemi.

#### Księga Jeremiasza
Księgę Jeremiasza (Yirmiahu [ירמיהו]) można podzielić na dwadzieścia trzy rozdziały, które są podzielone na pięć podrozdziałów lub ksiąg:
1. Wstęp, rozdz. 1.
2. Pogarda za grzechy Izraela, składający się z siedmiu części, (1) rozdz. 2; (2.) rozdz. 3-6; (3.) rozdz. 7-10; (4.) rozdz. 11-13; (5.) rozdz. 14-17:18; (6.) rozdz. 17:19–rozdz. 20; (7.) rozdz. 21-24.
3. Ogólny przegląd wszystkich narodów, przewidujący ich zniszczenie, w dwóch rozdziałach, (1) rozdz. 46–49; (2.) rozdz. 25; z historycznym dodatkiem trzech części, (1.) rozdz. 26; (2.) rozdz. 27; (3.) rozdz. 28, 29.
4. Dwie sekcje obrazujące nadzieje na lepsze czasy, (1.) rozdz. 30, 31; (2.) rozdz. 32,33; do którego dodaje się dodatek historyczny w trzech rozdziałach, (1.) rozdz. 34:1–7; (2.) rozdz. 34:8-22; (3.) rozdz. 35.
5. Wniosek, w dwóch sekcjach, (1.) rozdz. 36; (2.) rozdz. 45.

W Egipcie, po przerwie, Jeremiasz miał dodać trzy sekcje, mianowicie rozdz. 37–39; 40–43; i 44. Główne proroctwa mesjańskie znajdują się w 23:1-8; 31:31-40; i 33:14–26. Proroctwa Jeremiasza wyróżniają się częstymi powtórzeniami tych samych słów, wyrażeń i wyobrażeń. Obejmują okres około 30 lat. Nie są w porządku chronologicznym. Współcześni uczeni nie wierzą, że mają wiarygodne teorie na temat tego, kiedy, gdzie i jak tekst został zredagowany w obecnej formie.

#### Księga Ezechiela
Księga Ezechiela (Jehezq'el [יחזקאל]) zawiera trzy odrębne sekcje:
1. Wyrok nad Izraelem – Ezechiel dokonuje serii donosów na swoich współbraci Judejczyków (3:22-24), ostrzegając ich przed pewnym zniszczeniem Jerozolimy, w przeciwieństwie do słów fałszywych proroków (4:1-3). Symboliczne akty, przez które krańce, do których Jerozolima zostałaby sprowadzona, są opisane w rozdziałach 4 i 5, pokazują jego bliską znajomość z prawodawstwem lewickim. (Zob. na przykład Wyjścia 22:30; Powtórzonego Prawa 14:21; Księga Kapłańska 5:2; 7:18,24; 17:15; 19:7; 22:8)
2. Proroctwa przeciwko różnym sąsiednim narodom: przeciwko Ammonitom (Ez 25:1-7), Moabitom (25:8-11), Edomitom (25:12-14), Filistynom (25:15-17), Tyrowi i Sydon (26-28) oraz przeciwko Egiptowi (29-32).
3. Proroctwa głoszone po zniszczeniu Jerozolimy przez Nabuchodonozora II: triumfy Izraela i królestwa Bożego na ziemi (Ez 33–39); czasy mesjańskie oraz ustanowienie i dobrobyt królestwa Bożego (40–48).

#### Prorocy mniejsi
Ogólnie rzecz biorąc, każda księga zawiera trzy rodzaje tekstów:
1. Materiały autobiograficzne w pierwszej osobie, z których część może pochodzić od danego proroka;
2. Materiały biograficzne o proroku w trzeciej osobie – z których notabene wynika, że gromadzenie i redagowanie ksiąg dokonywały osoby inne niż sami prorocy;
3. Wyrocznie lub przemówienia proroków, zwykle w formie poetyckiej i czerpiące z szerokiej gamy gatunków, w tym pozew sądowy przymierza, wyrocznie przeciwko narodom, wyrocznie sądowe, przemówienia posłańców, pieśni, hymny, narracja, lament, prawo, przysłowie, gest symboliczny, modlitwa, mądrość i wizja.

## Użycie w liturgii
Haftara to tekst wybrany z ksiąg Newiim, który jest czytany publicznie w synagodze po przeczytaniu Tory w każdy szabat, a także w żydowskie święta i dni postu.

### Kantylacja
Dla haftary istnieje specjalna melodia kantylacyjna, różna od melodii z części Tory. W niektórych wcześniejszych źródłach znajdują się odniesienia do melodii „proroków” w odróżnieniu od melodii haftary: mogła to być melodia uproszczona do celów edukacyjnych.
Pewne znaki kantylacyjne i kombinacje pojawiają się w Newiim, ale nie w żadnej z selekcji Haftarah, a zatem większość społeczności nie zna tradycji muzycznej dla tych znaków. JL Neeman zasugerował, że „ci, którzy recytują Nevwiim prywatnie z melodią kantylacyjną, mogą czytać słowa akcentowane przez te rzadkie nuty, używając „metafory” opartej na melodii tych nut w pięciu księgach Tory, przestrzegając jednocześnie skali muzycznen melodii dla Nevwiim". Neeman zawiera rekonstrukcję skali muzycznej dla utraconych melodii rzadkich nut kantylacyjnych. W tradycji aszkenazyjskiej podobieństwo między melodiami Tory i Haftarah jest oczywiste i łatwo przełożyć motywy między nimi, jak sugeruje Neeman. W tradycji sefardyjskiej melodia haftary jest znacznie bardziej kwiecista niż melodia Tory i zwykle jest w innym trybie muzycznym, a między nimi istnieją tylko pojedyncze punkty styku.

### Pozaliturgiczne czytanie publiczne
W niektórych tradycjach żydowskich Bliskiego i Środkowego Wschodu, cały Newiim (jak również reszta Tanachu i Miszny) jest czytany każdego roku w tygodniowej rotacji, zwykle w popołudnia szabatowe. Te sesje czytania często odbywają się na dziedzińcu synagogi, ale nie są uważane za nabożeństwa synagogalne.

## Tłumaczenie aramejskie
Targum to aramejski przekład Biblii Hebrajskiej, skompilowany lub spisany w Izraelu lub Babilonii od okresu Drugiej Świątyni do wczesnego średniowiecza (koniec pierwszego tysiąclecia). Według Talmudu targum na Newiim napisał Jonathan ben Uzziel. Podobnie jak Targum Onkelosa w Torze, Targum Jonatana jest wschodnim (babilońskim) targum, które wcześnie powstało na zachodzie (Ziemi Izraela).
Podobnie jak targum w odniesieniu do Tory, Targum Jonatana do Nevi'im służył formalnemu celowi liturgicznemu: czytano go na przemian, werset po wersecie lub w blokach po trzy wersety, podczas publicznego czytania Haftarah i studiowania Newiim. Żydzi jemeńscy kontynuują powyższą tradycję do dziś, dzięki czemu zachowali żywą tradycję babilońskiej wokalizacji Targum do Nevi'im.